# 村上信五
村上 信五（むらかみ しんご、1982年〈昭和57年〉1月26日 - ）は、日本の歌手、キーボーディスト、司会者、俳優。SUPER EIGHTのメンバーであり、主にキーボード、ピアノを担当している。
大阪府高槻市出身。STARTO ENTERTAINMENT所属。
農業関連会社ノウタス株式会社の取締役とアライアンス戦略管掌SVP、および同社の子会社であるノウタス高槻農園株式会社の取締役を務めているほか、自身をモデルにしたバーチャルタレント「AIシンゴ」を運用する会社の社長も務めている。

## 来歴
- 中学生の時に親友に誘われ、芸人を目指すために吉本興業の吉本総合芸能学院（NSC）に入ろうとしていた[14][注 3]。
- 中学2年生の時にクラスメイトにV6のファンがおり、ジャニーズ事務所のオーディションを受ける様に薦められるが、当初はジャニーズに興味が無く、恥ずかしさもあったため聞き流していた[14][15]。しかし、翌年の夏に部活動を引退して受験勉強をするタイミングでも薦められたため、1996年、中学3年生の時に「一人で受けるのが嫌」という理由で当時前の席だった友人を誘い履歴書をジャニーズ事務所に送り、書類選考による一次審査を合格[16][15][注 4]。この時点まで母親に黙ってオーディションを受けていたため、受験期にオーディションを受けていた事を怒られたが、「約束は守りなさい」と言われ、同年12月25日に開催された二次審査のオーディションを受けて合格を果たした[17][15]。その時のオーディションには横山裕も参加していた[18]。
- オーディションから帰ってきた夜に、当時社長のジャニー喜多川から電話で「明日、KinKi Kidsのコンサートあるんだけど、ローラーブレード、ユー出来る？」と聞かれ、「出来ます」と答えたところ、そのまま翌日のKinKi Kidsのクリスマスライブに横山や渋谷すばるらと共に出演する事になり、初ステージを飾った[17][15][19][注 5]。その後、横山や渋谷と共に関西ジャニーズJr.の中心メンバーとして活躍[17]。1998年にはヤングジャニーズのメンバーとしても活動した[20]。
- 1999年4月より、文化放送で『関ジャニ横山裕・村上信五の笑う大捜査線』が放送開始[注 6][21][22]。以降、2003年から2018年まで『レコメン!』の木曜パーソナリティを約15年間担当する[23]など、番組名やパートナーや放送枠を変えながらも20年以上にわたって同局の番組でパーソナリティを務めており[注 7][24]、2022年3月に開催された同局の『開局70周年ウィーク』のスペシャルアンバサダーに就任し[25]、開局70周年記念特別番組『開局70周年 もっと一緒に!文化放送リスナー大感謝スペシャル「きっかけはラジオ」』ではメインパーソナリティを務めた[24]。
- 2002年に関西ジャニーズJr.のメンバーで関ジャニ8（後の関ジャニ∞）を結成し、2004年に関ジャニ∞としてシングル『浪花いろは節』でCDデビュー[26]。
- 2004年7月期、テレビ朝日系水曜ドラマ『はぐれ刑事純情派』に出演し、同年7月期の『第8回 日刊スポーツ・ドラマグランプリ』で新人賞を受賞した[27]。
- 2006年12月、大阪松竹座でソロライブ『2006 Winter Special 村上信五 ソロLIVE』を開催した[6]。
- 2008年1月・2月、渋谷との約120分間全編アドリブのセルフプロデュース二人舞台『「未定」壱』を開催した[28]。
- 2009年1月・2月、作・演出・出演全てを手掛ける1人舞台『If or…』を上演[29]。以降、「If or…シリーズ」として2018年まで約10年間に渡って毎年上演され通算300公演を迎えたが、10作目である『If or…Ⅹ』をもって充電期間に入る事を発表した[30][注 8]。
- 2012年、自身の趣味であるサッカーを活かし、『UEFA EURO 2012』（TBS系列）のスペシャルナビゲーターに就任[32]。以降、2014年には『2014 FIFAワールドカップ』（TBS系列）のSAMURAIキャスター[33]、2018年には『2018 FIFAワールドカップ』（テレビ朝日系列）のプレゼンターを務めた[34]。
- 2015年、グループでのレギュラーを含め、自身のレギュラー番組が月曜日から日曜日まで全曜日制覇を達成[35][注 9]。所属事務所内では、中居正広（当時SMAP）と国分太一（TOKIO）に次ぐ快挙となった[35]。
- 2017年から2019年、ビートたけしとタッグを組み、フジテレビ系の大型特別番組『FNS27時間テレビ』のキャプテンに3年連続で就任した[36][37][38]。
- 2021年、夏季オリンピック『東京2020オリンピック』（フジテレビ系列）のメインキャスターに就任[39][注 10]。翌2022年には、冬季オリンピック『北京2022オリンピック』（フジテレビ系列）でもメインキャスターに就任し、2大会連続で同局系列のオリンピックキャスターを務めた[41]。
- 2023年4月より、農業関連会社ノウタス株式会社の非常勤の事業開発担当に就任[42]。同社ではグループでの自身のメンバーカラーである紫色をテーマに、ぶどうの育種、加工品開発、輸出などを行う「パープルM」事業を推進しており[43][44]、2024年6月時点でパープルM事業管掌VPとして活動し[45]、2025年6月より同社の取締役とアライアンス戦略管掌SVP、および同社の関連会社である同社の子会社であるノウタス高槻農園株式会社の取締役に就任した[10][11][12]。
- 2024年2月、所属する関ジャニ∞のグループ名が「SUPER EIGHT」に変更された[7]。
- 同年6月より、NPO法人チャリティーサンタにて、困窮世帯の子どもたちへ誕生日ケーキを贈るシェアケーキの新プロジェクト『ケーキのWA』を立ち上げ、「『ケーキのWA』プロジェクトリーダー」としてプロジェクトに参画[46]。
- 同年11月より、大阪観光局と日本各地の自治体がタッグを組んだプロジェクト『日本の観光ショーケース』の編集長に就任[47]。村上が考案した企画なども実施された[47]。
- 2025年4月より、広島・廿日市市宮島で開催予定の厳島水中花火大会の公式アンバサダーに就任[48]。
- 同年4月、自身初となる著書『半分論』（幻冬舎）を発売[49]。同著は村上の思考回路や人生論を43年間のエピソードと共に250ページ以上にわたってつづった書籍となっている[49][注 11]。また、同著の公式SNSアカウントも開設され、発売記念イベントも開催された[49]。
- 同年5月、オンラインで参加したシンガポール国立大学のリー・クアンユー公共政策大学院（英語版）のプログラムを修了[50]。
- 同年5月、自身をモデルにしたバーチャルタレント「AIシンゴ」を運用する会社を起業していたことを公表[13]。
- 同年5月、AIシンゴの公式YouTubeチャンネルを開設[51]。

## 人物

### 本人
愛称は「ヒナ」。由来は、ジャニーズJr.時代に周りから「目元が雛形あきこに似ている」と言われたことである。雛形本人もこのことを認知しており、番組で2人が共演する度に話題に挙げていた。その後、2018年に関ジャニ∞（後のSUPER EIGHT）の番組『関ジャニ∞のジャニ勉』（関西テレビ）に雛形が出演した際に改めて2人が似ているのかを再検証し、横山裕曰く「逆に今（2018年）の方が似てきている」という。
出生は大阪府枚方市だが、幼稚園に入る前に引っ越し、それ以降は高槻市で育った。そのため、枚方市での記憶はほぼ無いという。
幼少期の性格は人見知りで、母親の後ろによく隠れている子供だったという。また、当時はアレルギーを多く持ち、食べられる食材も限られていたため、病弱な子供だったという。
幼少期の夢はバスの運転手。大型の自動車を運転している人に憧れを抱いており、幼稚園の送迎バスが大型バスだったことから「オトンより大きい車を運転したい！」と将来の夢になったという。その後はバスケットボールに出会いバスケットボール選手を目指したことや、中学2年生の時の社会教師がとても楽しそうに独自の授業をしていたのを見て「俺もこんな授業をしてみたい！」と教師を目指したことのもあった。
小学生の時は、小学4年生から毎年生徒会の役員を務めていた。しかし、自ら立候補して役員を申し出た訳ではなく、教師から「みんなやりたがらないから、生徒会とかやってくれないかな？」と言われ、やる人がいなくて困っているのであれば「俺で良ければやってもええけど…」という流れで人助け感覚で仕方がなくやっていたという。それでも引き受けた以上は中途半端にはせずら最後までやり切ったという。その影響で、勉強の出来る人からやんちゃな性格の人やお調子者まで、分け隔てなく様々な友達が出来たという。
高槻市立芝谷中学校出身。
高校には進学したが、芸能活動が好きになっていたこともあり、「バイトしながらこれ（芸能活動）を続けていった方がええんちゃうかな？」と考えるようになり、その頃出席日数が足りないという話になった時に、私立の高校に通っていたため「高い学費を払って留年して、また1年長く高い学費を払い続けるのもな…」と考え、高校を中退する決意を固めた。しかし、当時はまだレギュラー出演する番組も少なく、両親からは「高校くらいはちゃんと出ておきなさい」と反対され、特に母親が心配していたという。最終的には高校を中退し、関西ジャニーズJr.としての活動を選んだ。
初めて上京したのは19歳の時である。きっかけは、東京の番組で藤井隆らから学んだ緊張感のある空気をもっと知りたいと考えたからであり、大阪にいると可愛がってもらえるが故に甘えが生じてしまうからだという。

### 家族
2人兄弟の長男で、6歳下の弟がいる。ジャニーズ事務所に入所する前はよく弟と一緒に遊んでいたが、入所後は仕事が忙しくなり、仕事で東京に行く機会も多くなっため、弟と一緒に居る機会が減ってしまったという。
母親からは「約束は守らないとあかん」と幼稚園の頃から教えられており、父親からは「おはよう」「おやすみ」「ごちそうさま」という挨拶だけは絶対言うように教えられたという。
父方の先祖は広島県の因島などで活躍した村上水軍にあたる。これに起因し、2025年からは広島・廿日市市宮島で開催予定の厳島水中花火大会の公式アンバサダーに就任した。

### 交友関係
横山裕とは、ジャニーズJr.時代から一緒に活動することが多かったため、当時は「ライバル」と意識していたという。横山とのコンビは「ヨコヒナ」と呼ばれ、コンビでテレビやラジオなどで全国区で活躍することが多かった。そのため、横山とは「一蓮托生」だと語っている。
渋谷すばるとは、実家からの最寄り駅が隣同士で地元が近かったこともあり、関西ジャニーズJr.時代はいつも一緒に電車で仕事場に通っていた。そのため、渋谷の退所会見では、渋谷のことを「旧知の仲」であり「幼なじみ」と表現していた。
丸山隆平とは、メンバーで唯一心配になる人だといい、一時期様々なことを抱え込んでいた丸山のことを気にかけ、自身の家に泊めているうちに、同棲しているような状態になっていた。
元タッキー&翼の滝沢秀明とは、Jr.時代に圧倒的な人気を誇っていた滝沢に対して、当時は羨ましさから嫉妬や僻みのような感情を抱いていたが、『やったるJ』（テレビ朝日系列）の世界一周企画で寝台列車に一緒に乗った際に、「実は俺お前のこと嫌いなんだけど」「いや、俺もやねん」と互いに思いの丈を吐露した結果、最終的に話が盛り上がり、逆に仲良くなったという。
生田斗真とは、Jr.時代にバラエティ番組やドラマで共演したことから仲良くなり、番組のロケ終わりに生田と横山と3人で焼肉を食べに行ったり、遊びに行っていたという。また、ドラマで共演した際に、自身の交通費や宿泊代を浮かせるために生田の実家に泊まり込んでいたという。
TOKIOの国分太一とは、Jr.時代から何度も相談に乗ってもらっており、「恩人」だと語っている。また、後の関ジャニ∞のメンバーが全員出演した舞台『ANOTHER』の時に、クレジットで自身の名前が一番最初に載っていたことから、国分から「一番前に名前を書いてくらたっていうことはどういうことか、よく考えてやってこい。頑張れ」という言葉を貰ったといい、当時は関西ジャニーズJr.そのものが存続の危機に面していたため、「俺が（関西ジャニーズJr.を）引っ張れってことやな。ほんまにやらな!!」と改めて感じたといい、そこからは拘っていたプライドは捨て、がむしゃらに活動を続けられたという。
元サッカー日本代表の大久保嘉人とは10年以上の交流がある友人であり、大久保を応援するために自分で作詞した「Forward」というソロ曲も関ジャニ∞のアルバム『KJ2 ズッコケ大脱走』に収録されている。
ビートたけしとは、『世界!極限アーティストBEST20』（日本テレビ系列）や『FNS27時間テレビ』（フジテレビ系列）でタッグを組んで以降交流があり、関ジャニ∞がデビュー18周年記念の野外ライブ『18祭』のロゴの原案をたけしが担当した。たけしからの影響は大きく、「知識から仕草から、言葉の使い方、気遣いから全部が尊敬出来る」と語っている。

### 音楽活動
キーボードを始めたきっかけは、「鍵盤おったら音に厚みが出る」という理由から渋谷に頼まれたからである。キーボードの経験は無かったが、苦痛ではなかったといい、「グループに必要であるなら、自分がやれることなら、何でも引き受けようと思った」と語っている。また、「みんなの足を引っ張らんようにしよう。俺はメンバーとうちらを求めてくれる人のために頑張ろう」ということを心掛けているという。

#### 使用器材
- Clavia『Nord Electro 3-73』[76]
- YAMAHA『CP1』[76]
- HAMMOND『XK-3』[77]
- KORG『KRONOS』[78]

### バラエティ・MC業
トークスキルには定評があり、ビートたけしや明石家さんま、マツコ・デラックスらからも高い評価を受けている。
2015年には、グループでのレギュラーを含め、「自身のレギュラー番組が月曜日から日曜日まで全曜日を制覇する」という、事務所内で中居正広（当時SMAP）と国分太一（TOKIO）に次ぐ快挙を果たした。2021年には『東京2020オリンピック』、2022年には『北京2022オリンピック』（共にフジテレビ系列）のメインキャスターを務めるなど、MCやキャスターとして活躍の幅を広げている。
17歳の時、一度東京から大阪に戻った時のタイミングで、横山や渋谷には演技力や歌唱力といった点で秀でる才能があるのに対して、「Jr.」という肩書きを外した時に「俺、何も無いぞ」と考えるようになり、「俺、今まで何してきたんやろ？」と自分を見つめ直した。最初は「もうしんどいことするくらいやったら（芸能活動を）辞めよう」と考えていたが、仕事の電話が掛かってきたら自然に体が動くほど、既に芸能活動が好きになっていたため、思い留まったという。そこで、自分に何が出来るのかを考えた結果、「Jr.にツッコミがいない」ということに気付いたという。このことに関して、他の分野に才能があった横山と渋谷の存在は大きかったといい、「ヨコとすばるが居なかったら、そこ（ツッコミ）をやろうと思ってない」「ヨコとすばるが同期じゃなくて、どっちかが上（先輩）だったり、後輩だったら、今の俺は絶対ない」と語っている。
ツッコミの勉強のために、様々なバラエティ番組を観たといい、特に矢部浩之（ナインティナイン）に憧れており、矢部が出演する『ぐるぐるナインティナイン』（日本テレビ系列）の楽屋に「とにかく会いたい、ご挨拶したい」と無理を言って先に座らせてもらい、矢部が楽屋に入ると、村上がナインティナインやお笑いへの熱意を矢部に伝えてきたという。
ツッコミが始めたての時は、仲の良かった生田斗真がツッコミの練習台になっていたといい、初めて先輩の頭を叩いたのは、『USO!?ジャパン』（TBS系列）のロケで一緒だった国分だという。しかし、スタジオの嵐のメンバーや滝沢秀明らは驚いており、ほぼ笑っていなかったが、国分本人だけが本気で笑ってくれていたという。
自分の中で「ツッコミ」というものが確信した瞬間として、『ピカイチ』（日本テレビ系列）の1コーナーの進行役を務めた際に、同番組のディレクターから「良かったよ」と褒められたことで自信がついたという。
Jr.時代には山口達也（当時TOKIO）にもツッコミで頭を叩いたことがあり、その後山口と食事に行った際に、村上が頭を叩いたことを謝ると、「良いんだよ。ヒナ、ツッコミだから」と言われ、そこから「この道（ツッコミ）で進めば良いんだ。間違っていないんだ」と思えたという。
テレビ朝日系列の番組で藤井隆とレギュラーコーナーを持った際に、当時レギュラー番組をいくつも掛け持ちしていた藤井が時間をかけて同コーナーの打ち合わせをして番組に向き合っているのを見て、「俺は何してたんやろ？こんなんじゃアカンわ！」と、バラエティ番組に対する意識が大きく変化したという。
個人での仕事とは異なり、関ジャニ∞でいる時は回しに徹するようにしているといい、各メンバーの強みをそれぞれ組み合わせる役回りの方が「好きだし面白い」と語っている。その例として、『関ジャニ∞クロニクル』シリーズでは「MCをしない」という立場を保ち、メンバーと遊びに行っている感覚だったという。

### 下積み時代
入所当初は、同期であった横山や渋谷がJr.内のメインメンバーとして仕事をすることが多く、自身はサブメンバーとして呼ばれていた。しかし、そこに対しては焦りや僻みは無かったといい、あくまで部活動の延長のような遊びに行っている感覚だったという。
高校中退後は、舞台『KYO TO KYO』が活動の中心になっていたというが、同作が終了した年に、当時18歳前後だった関西ジャニーズJr.の先輩たちが一気に事務所を退所し、初めて自身も18歳になった時の身の振り方を考えたという。その際に、同作の座長を務めた先輩までもが退所を決意したことを聞き、「座長をしてる人までがそんなこと言うん!?」「うちらには全く道が無いってことなんかな？」と戸惑い、その先輩に「俺も辞めようかな」と相談したところ、先輩から「とことんやり切ってからでも、その判断を実行に移すのは遅くないと思うよ」「まだ大丈夫やで」と言われ、その時期に横山や渋谷と3人で活動する機会が増えていたことから、「中途半端な頑張りのまま途中で辞めるのは良くないな。辞めるならとことんやり切ってから辞めよう」と思えたという。そのため、先輩の「まだ大丈夫やで」の一言には感謝しているという。
その後、活動の幅が広がり、後の関ジャニ∞のメンバーや滝沢秀明や嵐のメンバーらと共に『8時だJ』（テレビ朝日系列）などをきっかけにJr.ブームのようなものが起こり、その中で「自分を求めてくれている仕事」「その仕事を楽しいと思える自分」「その自分を応援してくれるファン」のそれぞれを自覚し、初めて「売れたい」と思うようになったという。
上京したての頃は、それまで貯めた小遣いで家賃を払っており、食事は百円均一の特売日に蕎麦やうどんを買い込み、それに汁を薄めて量を増やして食べていたという。また、金をかけない生活を送るために基本的に部屋の中で過ごし、バラエティ番組やお笑いのビデオをずっと見ていたという。
しかし、東京で芽が咲かず、一度大阪に戻ることになった。同時期に後の関ジャニ∞が全員出演した舞台『ANOTHER』が決まったというが、この時期が一番仕事が少なくなっていた時期だという。同作では、村上的には「これ以上無いくらい出し切った感はめっちゃあった」と語っているが、その感覚と集客が比例しておらず、収容人数の6割5分しか入らなかったという。当時の関西ジャニーズJr.にはもう先輩がおらず、村上たちが一番年上だったため、毎日「とにかくこの状況を何とかしなければヤバい」ということばかり考えており、スタッフともその話を常にしていたという。翌年の舞台『関ジャニ8サマースペシャル2003 DOUTON BOYS』では、『関ジャニ8（後の関ジャニ∞）』という名前が付いた後の舞台だったため、「持った関ジャニ8についてだけ考えなければ」「グループとしての土台をしっかりせな」と思い始め、仲間意識を持って活動したこともあり、観客が少し増え、収容人数の8割にまでなったという。最終的に、舞台で満席になるまで『ANOTHER』から3年掛かったという。
当時の他のグループと異なり、関西ジャニーズJr.からデビューしたため、関西出身のグループとしての手本やノウハウが無かったという。そのため、思い通りにならないことや叶わないことばかりだったが、「いつか絶対、夢を叶えてやる」というエネルギーが一番満ち溢れた時期だったといい、当時は「苦労というよりはチャレンジ」「めっちゃ楽しかった」と語っている。
下積み時代は関ジャニ∞のライブ会場に空席が目立っていたため、デビューして以降もライブを行う度に、幕が開くまで「お客さん、ほんまに居るかな？」と思ってしまうほどトラウマになっているという。しかし、いつまでも当時と比べて観客やファンが多い状況に驚いていては観客に対して失礼であると考えており、その気持ちに精一杯で応えていかなければならないと考えるようになったという。

### 趣味・嗜好
趣味はサッカーやフットサル。自身が率いるフットサルチーム『リアル・モリコット』を結成するほどサッカーが好きで、2012年には『UEFA EURO 2012』（TBS系列）のスペシャルナビゲーターに就任して以降、2014年の『2014 FIFAワールドカップ』（TBS系列）ではSAMURAIキャスター、2018年の『2018 FIFAワールドカップ』（テレビ朝日系列）ではプレゼンターを務めるなど、サッカーに関連する仕事を多数行っている。
小学5年生から中学2年生までバスケットボールをやっており、小学生の時は部活が無かったため地元のチームに所属し、中学生の時はバスケットボール部に入部していた。始めたきっかけは、友人の兄がバスケットボールをやっており、その友人に誘われて無理矢理教わったという。しかし、始めてみると魅力が分かり、徐々に好きになっていったという。中学2年生まではマイケル・ジョーダンに憧れ、本気でNBAを目指していたというが、その年の夏に部活動を引退して以降は、受験勉強をしなければならなかったため、バスケットボールからは遠のいてしまったという。自身がフジテレビ系列の『東京2020オリンピック』のメインキャスターを務めていた2021年には、バスケットボールの国際強化試合の生中継MCを担当した。

## 所属グループ
※デビューしたグループのみ。
- SUPER EIGHT[注 1]（2002年 - ）[26]
- Twenty★Twenty（2020年）[91]
- STARTO for you（2024年）[92]
- KAMIGATA BOYZ（2024年）[93]

## 出演
- テレビ・ラジオ番組は2025年現在レギュラー放送中、または不定期で放送中の番組を太字で表記。
- ドラマ等の主演作品は役名を太字で表記。

### テレビ番組

#### バラエティ番組
- Kanjani Knight（1997年7月10日 - 1998年3月26日、関西テレビ）[94]
- なんじゃに!?関ジャニ（1998年4月9日 - 1998年9月24日、関西テレビ）[95]
- 8時だJ（1998年4月15日 - 1999年9月22日、テレビ朝日）[95]
- ビストロジャーニー（1998年11月 - 1999年3月、朝日放送）[95]
- ピカイチ（1999年10月3日 - 2000年4月、日本テレビ）[21]
- やったるJ（1999年10月20日 - 2000年3月8日、テレビ朝日）[21]
- ガキバラ!（2000年 - 2001年、TBS）[96]
  - ガキバラ帝国2000!（2000年4月15日 - 2000年12月16日）
  - ガキバラ!（2001年1月13日 - 2001年3月10日）
- USO!?ジャパン（2001年4月14日 - 2003年9月13日、TBS）[97]
- ジャパン☆ウォーカー （2001年10月7日 - 2002年3月31日、日本テレビ）[97]
- モモコのOH!ソレ!み〜よ!（2003年10月4日 - 2013年3月30日、関西テレビ）[98]
- 女神のアンテナ（2007年11月5日 - 2008年8月25日、テレビ朝日） - MC[99]
- ありえへん∞世界（2008年4月15日 - 、テレビ東京） - 司会[100]
- 宝探しアドベンチャー 謎解きバトルTORE!（2009年 - 2016年、日本テレビ）
  - 密室謎解きバラエティー 脱出ゲームDERO!（2009年12月19日 - 2011年3月9日）[101]
  - 宝探しアドベンチャー 謎解きバトルTORE!（2011年7月6日 - 2013年2月25日[注 17] / 2013年8月19日 - 2016年4月11日[注 18]）[102]
- ヒルナンデス!（2011年3月28日 - 2016年3月31日、日本テレビ） - 木曜レギュラー・曜日MC[103][104]
- 月曜から夜ふかし（2012年4月9日 - 、日本テレビ） - MC[105]
- 応援ドキュメント 明日はどっちだ（2012年 - 2015年、NHK総合） - ナビゲーター
  - 関ジャニ∞の明日はどっちだ!（2012年10月8日 - 22日）[106]
  - 応援ドキュメント 明日はどっちだ（2013年4月2日 - 2015年3月24日）[107]
- 村上マヨネーズのツッコませて頂きます!（2013年10月20日 - 2021年9月27日 / 2021年10月4日・2022年4月11日、関西テレビ） - MC[108][109]
- NHKだめ自慢 〜みんながでるテレビ〜（2018年 ‐ 2022年、NHK総合） - MC
  - NHK杯 輝け!!全日本大失敗選手権大会 〜みんながでるテレビ〜（2018年10月17日・2019年2月6日 / 2019年4月27日 ‐ 2020年3月28日）[110]
  - NHKだめ自慢 〜みんながでるテレビ〜（2020年5月30日 ‐ 2022年3月26日）[111]
- 関西"愛"認定バラエティー ちゃうんちゃう?（2020年8月7日・2021年2月18日 / 2021年4月24日 - 2024年3月2日、NHK総合[注 19]） - MC[112]
- サタデープラス（2020年9月26日、MBS・TBS） - 代役MC[113]
- 午前0時の森（2022年3月21日 / 2022年4月11日 - 2024年3月25日、日本テレビ） - 月曜MC[114][注 20]
- 櫻井信五の鬼スケ旅（2025年5月10日 - 6月14日、日本テレビ）[117]
- 探偵!ナイトスクープ（2025年6月20日・27日、朝日放送） - 今週の特命局長[118]

#### 特別番組
- 春まで待てない!関ジャニ一生懸命スペシャル 大人への階段（1999年2月21日、関西テレビ）[21]
- 島田紳助の想い出オークション（2008年12月29日・2009年9月26日、テレビ朝日） - サブMC[119][120]
- トヨタECOスペシャル（2009年 - 2011年、中京テレビ・日本テレビ） - リポーター
  - 地球不思議大紀行 生命の海の謎を追え!（2009年7月20日）[121]
  - 奇跡の海を行く!僕たちの地球大航海（2010年7月19日）[122]
  - 太陽が生んだ奇跡!灼熱!アフリカ大紀行（2011年7月18日）[123]
- 日本人が知りたい数字の謎!ヒミツの数字くん!!（2011年1月16日、関西テレビ・フジテレビ） - MC[124]
- 開運少年!ミラクルJ（2011年3月26日、朝日放送） - MC[125]
- 世界が驚くニッポンの力!スゴイぞJAPAN（2011年9月25日、フジテレビ） - MC[126]
- クイズ!新明解国語辞典（2011年12月29日、TBS） - MC[127]
- 奥さま100!!（2012年1月3日・9月18日、関西テレビ・フジテレビ） - MC[128]
- クイズ トキハカネナリ（2012年・2013年、日本テレビ） - MC[129]
  - トキハカネナリ（2012年7月7日）
  - クイズ トキハカネナリ（2013年4月1日）
- マイフェアボーイ〜極上男子のつくりかた〜（2013年3月30日、フジテレビ）- MC[130]
- 世界!極限アーティストBEST20（2015年3月9日・2016年3月15日、日本テレビ） - MC[73][131]
- FNS27時間テレビ（2017年 - 2019年、フジテレビ） - キャプテン
  - FNS27時間テレビ にほんのれきし（2017年9月9日・10日）[36]
  - FNS27時間テレビ にほん人は何を食べてきたのか?（2018年9月8日・9日）[37]
  - FNS27時間テレビ にほんのスポーツは強いっ! （2019年11月3日・4日）[38]
- 国宝にんげん（2019年5月18日、フジテレビ） - MC[132]
- どっちの家を買いますか?〜最強不動産屋のガチンコ家売りバトル〜（2019年12月17日、テレビ東京） - MC[133]
- ワケあって、このカタチなの。（2021年10月23日 - 2023年12月22日、NHK総合）[注 18][134]
- 関西の素朴なギモン徹底調査 ほんなら調べました（2022年6月29日 - 2023年7月26日、MBS） - MC[注 18][135]
- ジャニーズJr.CHAMP（2023年2月25日、中京テレビ） - 司会[136][注 21]
- 下剋上バラエティ ゲノジョーコクジョーノゲ（2023年8月2日・9日、フジテレビ） - MC[137][138]
- 刻み続ける1995年1月17日 〜あの日、現場で起きていたこと〜（2025年1月15日、MBS） - MC[139]
- 極上和牛グルメの世界 2月9日 THE 牛のレッドカーペット（2025年2月9日、中京テレビ） - MC[140][141]
- 大阪を歩いて学ぶ!村上信五の地理の時間（2025年3月29日、テレビ大阪） - MC[142][143]
- クイズ!昭和100年（MBS） - MC
  - クイズ!昭和100年（2025年5月7日）[144]
  - クイズ!昭和100年 夏編（2025年8月6日）[145]
- 世界初!AIシンゴ万博ぶらり旅（2025年5月25日、読売テレビ）[146]
- 異人たちとの夏（2025年5月26日、日本テレビ） - MC[147]
- そろえてつくれ!新名物 ごちそうビンゴ（2025年6月1日、北海道放送・TBS） - MC[148][149]
- 縦断1000km!!こだわり店主が選ぶ北日本絶品ラーメンMAP〜美味しい噂は隣の県まで届いてます!〜（2025年7月23日、東北放送） - メインMC[150]

#### 音楽番組
- 1位をとった名曲音楽祭（2013年10月4日、日本テレビ） - スペシャルプレゼンター[151]
- 下剋上カラオケサバイバル（2013年11月22日、テレビ朝日） - MC[152]
- 関ジャニ∞のTheモーツァルト 音楽王No.1決定戦（2015年9月25日 - 2020年9月25日、テレビ朝日） - MC[注 18][153]
- 音楽チャンプ（2017年 - 2022年、テレビ朝日） - MC
  - 音楽チャンプ（2017年6月30日 / 2018年7月11日 - 2022年9月28日[注 18]）[154][155]
  - 今夜、誕生!音楽チャンプ（2017年10月8日 - 2018年3月13日）[156]
- SONGS OF TOKYO（2018年 - 2023年、NHKワールド JAPAN・NHK総合） - ホスト（司会）
  - SONGS OF TOKYO（2018年1月1日・2日・2018年11月17日 - 25日 / 2019年3月24日 - 2023年4月3日[注 17]）[157][158]
  - SONGS OF TOKYO Festival（2019年10月26日 - 2023年1月2日）[159]
- ABU ソングフェスティバル in TOKYO（2019年12月28日、NHK総合） - 司会[160]
- 日本中に元気を!!ジャニーズカウントダウン2020-2021〜東京の街から歌でつながる生放送〜（2020年12月31日、フジテレビ） - MC[161]
- NHK WORLD-JAPAN MUSIC FESTIVAL 2023（2023年11月19日・26日、NHKワールド JAPAN / 2024年1月3日、NHK総合） - ホスト（司会）[162][163]
- Daiwa House Special 音道楽EXPO（2025年5月31日、読売テレビ・日本テレビ） - MC[164]
- Star Song Special（2025年7月17日、Amazon Prime Video・DMM TV） - MC[165]

#### スポーツ番組
- めでスポ〜応援したくなるアスリート〜（2014年4月25日、NHK BS1） - MC[166]
- 村上信五とスポーツの神様たち（2014年 - 2017年、フジテレビ） - MC
  - 村上信五のびっくり!スポーツ〜そして神は舞い降りた〜（2014年11月29日）[167]
  - 村上信五とスポーツの神様たち（2015年4月15日 - 2017年9月21日）[168]
- 全日本なわとびかっとび王選手権（2017年 - 2019年、NHK総合） - 総合MC
  - 全日本なわとびかっとび王選手権2017（2017年10月27日）[169]
  - 全日本なわとびかっとび王選手権2018（2018年12月26日）[170]
  - 全日本なわとびかっとび王選手権2019（2019年12月18日）[171]
- 村上信五のスポーツ奇跡の瞬間アワード（2017年 - 2019年、フジテレビ） - MC
  - 村上信五のスポーツ奇跡の瞬間アワード2017（2017年12月30日）[172]
  - 村上信五のスポーツ奇跡の瞬間アワード2018（2018年12月30日）[173]
  - 村上信五のスポーツ奇跡の瞬間アワード2019（2019年12月30日）[174]
- 村上信五∞情熱の鼓動（2018年 - 2022年、フジテレビ） - ナビゲーター[注 18][175]
  - 村上信五∞情熱の鼓動（2018年10月29日 - 2021年11月24日）
  - 北京五輪へ! 知られざる"宝"のストーリー 〜村上信五∞情熱の鼓動・冬〜（2021年12月11日 - 2022年3月25日）[176]
- コレ知らんかった〜!新発見!村上信五の平成スポーツ命場面SP（2019年3月27日、フジテレビ） - MC[177]
- S-PARK（2021年6月27日 - 2022年2月13日、フジテレビ）[注 22][178]
- オリンピックへ!村上信五のパリカケル（2023年7月30日、フジテレビ）[179]

#### キャスター

##### サッカー
- UEFA EURO 2012（2012年6月8日 - 7月1日、TBS） - スペシャルナビゲーター[32]
- 2014 FIFAワールドカップ ブラジル大会（2014年6月12日 - 7月13日、TBS）- SAMURAIキャスター[33]
- 2018 FIFAワールドカップ ロシア大会（2018年6月14日 - 7月15日、テレビ朝日） - プレゼンター[37]
  - キリンチャレンジカップ 2018（2018年5月30日）[37]
  - 2018 FIFA ワールドカップ ロシア ウィークリーハイライト（2018年6月17日）[180][181]
  - 2018 FIFA ワールドカップ ロシア 感動をありがとう!!日本代表(秘)裏話SP!!（2018年7月7日）[181]
  - 2018 FIFA ワールドカップ ロシア 日本代表選手の日記独占入手SP（2018年7月13日）[181]

##### マラソン
- 東京マラソン2020（2020年3月1日、フジテレビ） - メインキャスター[182]
  - 東京マラソン2020 〜五輪最後の1枠へ!史上最速決戦 徹底解剖スペシャル〜（2020年3月1日）[182]
  - 東京マラソン2020 激闘ハイライト&届けTOKYOへの思い!（2020年3月1日[注 23]）[182]

##### オリンピック
- 東京2020オリンピック（2021年7月23日 - 8月8日[注 10]、フジテレビ） - メインキャスター[39]
  - 東京五輪ライバル物語 〜勝者も敗者も思い詰まった夢舞台へ〜（2021年6月26日） - MC[184]
  - 東京五輪5日前 ラストサプライズはこちらです! 〜日本代表に㊙︎エールSP〜（2021年7月18日） - MC[185]
- 北京2022オリンピック（2022年2月4日 - 20日、フジテレビ） - メインキャスター[41]

##### その他
- 2019年世界柔道選手権大会（2019年8月15日 - 9月1日、フジテレビ） - スペシャルゲスト[186]
- バスケットボール国際強化試合 日本×ベルギー（2021年7月9日、フジテレビ） - MC[90]

### 配信番組
- 村上信五のだれかおるやろ! シリーズ（2021年 - 2024年） - MC
  - 村上信五のだれかおるやろ!（2021年10月27日 - 2023年3月22日、ひかりTV / 2021年11月4日 - 2022年12月22日、東海テレビ）[187]
  - 村上信五のだれおる!（2023年4月19日 - 2024年3月27日、Lemino）[188]
- The Livenary（2025年8月1日 - 、NewsPicks） - MC[189]

### ラジオ番組
- 関ジャニ横山裕・村上信五の笑う大捜査線（1999年4月25日 - 2002年3月21日、文化放送） - 木曜パーソナリティ[注 6][21][22]
- SUPER STAR QR（2002年4月4日 - 2003年7月3日、文化放送） - 木曜パーソナリティ[190]
- レコメン! シリーズ（2003年 - 2018年・2020年、文化放送） - 木曜パーソナリティ[注 24]
  - 関西ジャニーズJr. 横山裕と村上信五のレコメン!（2003年7月10日 - 2004年8月19日）[191]
  - 関ジャニ∞ 横山裕と村上信五のレコメン!（2004年8月26日 - 2013年3月28日）
  - 関ジャニ∞ 村上信五と丸山隆平のレコメン!（2013年4月4日 - 2016年3月24日）
  - 関ジャニ∞村上信五とジャニーズWEST桐山照史と中間淳太のレコメン!（2016年3月31日 - 2018年3月29日）[23]
  - 関ジャニ∞のレコメン! 〜あれから8年スペシャル〜（2020年12月19日）[192]
- 村上信五の週刊!関ジャニ通信（2004年10月3日 - 2021年9月27日、ABCラジオ）[193]
- 関ジャニの男前を目指せ!（2006年10月7日 - 2007年10月27日、ABCラジオ）[194]
- 村上信五くんと経済クン（2018年4月7日 - 、文化放送）[195]
- 開局70周年ウィーク（2022年3月28日 - 4月3日、文化放送） - スペシャルアンバサダー[25]
  - 開局70周年 もっと一緒に!文化放送リスナー大感謝スペシャル「きっかけはラジオ」（2022年3月31日 - 4月3日） - メインパーソナリティ[24][注 25]
- ぶんか食堂（2025年4月14日 - 28日、文化放送） - マンスリーゲスト[197]

### ドラマ

#### テレビドラマ
- BOYS BE…Jr.（1998年10月4日 - 12月27日、日本テレビ）[95]
  - 第3回「舌戦!?乱戦!?NO NO GIRL!!」（1998年10月18日） - ユウジ 役
- ママチャリ刑事（1999年1月7日 - 3月18日、TBS） - 小泉信太郎 役[21]
- 熱血恋愛道（日本テレビ）
  - case10「山羊座のB型BOY」（1999年3月14日）[21]
  - case16「射手座のA型BOY」（1999年4月25日）[21]
- 七人のサムライ J家の反乱（1999年4月10日 - 2000年9月30日、朝日放送） - 城之内信五 役[21]
- 怖い日曜日 第2回「病院に来た子供」（1999年7月11日、日本テレビ） - 主演[21]
- 行け行けイケメン!（2000年1月9日 - 3月26日、日本テレビ） - リュウイチ 役[注 26][96][198]
- 怖い日曜日〜2000〜 第3回「かおりちゃん〜夢の中の少女」（2000年7月16日、日本テレビ） - 主演[96]
- 史上最悪のデート（日本テレビ）
  - 7th DATE「トイレがない!」（2001年1月21日） - 福蔵 役[97]
  - 17th DATE「恋のバトルロワイヤル」（2001年4月1日） - 中川福蔵 役[97]
- ネバーランド（2001年7月6日 - 9月14日、TBS） - 篠原寛司 役[199]
- 演技者。 第11弾「狂うがまま」（2003年6月17日 - 7月15日、フジテレビ） - 博 役[200]
- はぐれ刑事純情派 シリーズ（テレビ朝日） - 真木大輔 役[201]
  - 第17シリーズ（2004年7月7日 - 9月21日）[202]
  - はぐれ刑事純情派スペシャル（2005年1月1日）[203]
  - はぐれ刑事純情派 ファイナル（2005年4月20日 - 6月29日）[203]
  - はぐれ刑事純情派スペシャル（2005年12月21日）[204]
  - はぐれ刑事純情派 年末スペシャル（2006年12月30日）[194]
  - はぐれ刑事純情派スペシャル（2007年12月28日）[205]
  - はぐれ刑事純情派 最終回スペシャル（2009年12月26日）[120]
- ダイブ・トゥ・ザ・フューチャー（2006年12月27日、関西テレビ） - 越中誠次 役[206]
- ありがとう、オカン（2008年10月7日、関西テレビ・フジテレビ） - 葉山虎太郎 役[注 27][207]
- マイガール（2009年10月9日 - 12月11日、テレビ朝日） - 柴田友哉 役[208]
- 0号室の客 Fourth Story「追い詰められた男」（2010年1月9日 - 30日、フジテレビ） - 嵐山 役[209]
- 犬を飼うということ〜スカイと我が家の180日〜 最終話（2011年6月10日、テレビ朝日） - イケメン店員[注 28] 役[210]（友情出演）
- 生きてるだけでなんくるないさ（2011年8月20日、日本テレビ） - 石嶺栄作 役[211][212]
- パパドル!（2012年4月19日 - 6月28日、TBS） - 村上信五（本人） 役[213]
  - パパドル! 特別編（2012年5月3日）[214]
- ハクション大魔王（2013年11月17日、フジテレビ） - ハクション大魔王 役、小茂茶太郎 役[215]（※一人二役）

#### 再現ドラマ
- ありえへん∞世界（テレビ東京）
  - 「幸せ絶頂のプロポーズ直後 彼女を襲った衝撃の悲劇」（2016年6月28日） - 王 役[216]
  - 「迷信を気にしすぎる男のありえへん結婚式」（2016年12月27日） - 呉 役[217]
  - 「突然解雇された、高校のエリートフランス語教師のモイヤー先生にはある秘密が…!?」（2017年12月26日） - アルバート・モイヤー 役[218]
  - 「マフィアの結婚式に潜入した捜査官。多数のマフィアを一網打尽にした手法とは?」（2018年11月13日） - 周兆翔 役[219]

### 映画
- 新宿少年探偵団（1998年4月29日公開／淵井正文監督、松竹）[注 29]
- エイトレンジャー（2012年7月28日公開／堤幸彦監督、東宝） - 村岡雄貴 / ナス 役[注 30][220]
  - エイトレンジャー2（2014年7月26日公開）[221]

### オリジナルビデオ
- 8UPPERS FEATURE MUSIC FILM（2010年10月20日発売[注 31]／中村哲平監督） - ジャッキー 役[注 30][223][224]

### アニメ

#### 劇場アニメ
- 映画クレヨンしんちゃん 嵐を呼ぶ黄金のスパイ大作戦（2011年4月16日公開、東宝） - ジャガー 役[225]（友情出演）

#### テレビアニメ
- モンスターハンター ストーリーズ RIDE ON 第26話（2017年4月2日、フジテレビ） - 伝説の英雄"レダン"の末裔 役[226]
- サザエさん（フジテレビ）
  - 「わが家のみそ汁紀行」（2018年9月9日[注 32]）- 村上信五（本人） 役[227]
  - 「迷子のマラソンランナー」（2019年11月3日[注 33]） - 村上信五（本人） 役[228]

### 舞台
- KYO TO KYO（シアター1200）
  - KYO TO KYO（1997年8月7日 - 12月10日）[94]
  - 春公演（1998年4月18日 - 7月12日）[95]
  - サマーフェスティバル（1998年7月18日 - 8月31日）[95]
  - 秋公演 （1998年9月6日 - 11月29日）[95]
- MASK（1997年12月6日 - 27日、大阪松竹座）[94]
- 浪花人情おもろい町（1999年10月1日 - 24日）[21]
- 翔べ!翔べ!女たち（2001年10月11日 - 22日） - 小泉純 役[97]
- ANOTHER（2002年8月4日 - 25日、大阪松竹座） - シンゴ 役[注 30][229]
- 透明人間の蒸気（2002年11月16日 - 12月1日、青山劇場） - 華岡軍医 役[229]
- 関ジャニ∞ サマースペシャル（大阪松竹座）[注 30]
  - DOUTON BOYS（2003年8月2日 - 24日） - シンゴ 役[200]
  - サマー・ストーム（2004年8月7日 - 29日） - 邨野康平 役[230]
  - Magical Summer（2005年8月5日 - 28日） - クラッスラ・アントーニオ 役[204]
  - Another's "ANOTHER"（2006年8月3日 - 27日） - ミナミ・トクマ 役[231]
- フォーティンブラス（2003年2月24日 - 3月11日、東京グローブ座 / 3月20日 - 23日、近鉄劇場） - 岸川和馬 / オズリック 役[200]
- DREAM BOY シリーズ
  - DREAM BOY（2004年1月8日 - 31日、帝国劇場）[202]
  - DREAM BOY（2004年、梅田コマ劇場）
    - KAT-TUN & 関ジャニ8編（4月30日 - 5月7日）[注 34][202]
    - タッキー編（5月8日 - 5月21日）[202]

  - KAT-TUN VS 関ジャニ∞ DREAM BOYS（2006年1月3日 - 29日、帝国劇場） - ムラカミ 役[注 34][231]
- 未定「壱」（2008年1月19日 - 2月3日、東京グローブ座 / 2月9日 - 15日、シアター・ドラマシティ）[232][注 35]
- If or… シリーズ（2009年 - 2018年・2020年）[注 36]
  - If or…（2009年1月10日 - 25日、東京グローブ座 / 1月28日 - 2月3日、シアター・ドラマシティ）[29]
  - 「If or…II」F〜M（2010年2月5日 - 12日、サンケイホールブリーゼ / 2月16日 - 3月3日、東京グローブ座）[233]
  - If or…III（2011年2月5日 - 11日、サンケイホールブリーゼ / 2月15日 - 3月2日、東京グローブ座）[234]
  - If or…IV（2012年2月4月 - 11日、サンケイホールブリーゼ / 2月17日 - 3月4日、東京グローブ座）[235]
  - If or…V（2013年2月10日 - 17日、サンケイホールブリーゼ / 2月22日 - 3月10日、東京グローブ座）[236]
  - If or…VI（2014年3月9日 - 17日、サンケイホールブリーゼ / 3月21日 - 4月6日、東京グローブ座）[237]
  - If or…VII（2015年2月8日 - 16日、サンケイホールブリーゼ / 2月20日 - 3月8日、東京グローブ座）[238]
  - If or…VIII（2016年2月21日 - 3月13日、東京グローブ座 / 3月18日 - 23日、サンケイホールブリーゼ）[239]
  - If or…IX（2017年2月19日 - 26日、サンケイホールブリーゼ / 3月2日 - 20日、東京グローブ座）[240]
  - If or…X（2018年2月18日 - 25日、サンケイホールブリーゼ / 3月1日 - 18日、東京グローブ座）[30]
  - If or…NEO[注 37]（2020年7月24日、東京グローブ座）[31]
- もしも塾 シリーズ（2019年 - 2020年・2023年） - もしも塾CEO[241]
  - もしも塾（2019年4月5日 - 7日、東京グローブ座）[242]
  - もしも塾 萩公演（2019年5月25日・26日、萩市民館大ホール）[241]
  - もしも塾 大阪公演（2020年2月21日 - 23日、サンケイホールブリーゼ）[243]
  - もしも塾（2023年3月22日・23日、東京グローブ座）[244]
  - もしも塾 福岡公演（2023年4月19日・20日、キャナルシティ劇場）[245]
- らふらふ 〜Rough-Laugh〜（2024年2月10日・11日、エブノ泉の森ホール / 5月23日 - 26日、SkyシアターMBS / 11月8日 - 10日、東京グローブ座）[246][247][248][注 38]
- 笑う門にはデジ来タル〜SHIN - GO!〜（2025年6月20日 - 22日、東京グローブ座） - 主演[注 39][249]

### CM
- 森永乳業『エスキモーpino』（1998年5月 - 2000年）
- ガシー・レンカー・ジャパン『プロアクティブ』（2010年10月 - ）[250]
- カプコン『モンスターハンターポータブル3rd』（2011年 - ）- 横山裕・渋谷すばる・丸山隆平と共演
- サントリー『C.C.レモン』（2012年3月 - ）
- ほっともっと
  - ロースカツ丼（2013年1月 - ）
  - チキン南蛮（2013年2月 - ）
  - 焼肉ビビンバ（2013年5月 - ）
- インテリジェンス（現・パーソルキャリア）『an』（2015年-）- きゃりーぱみゅぱみゅと共演
- 大阪メトロポリス『OMPタワー』（2013年7月26日 - 〔関西地区限定〕）- 錦戸亮・安田章大と共演
- キング・デジタル・エンターテインメント『パラダイス・ベイ』（2015年9月 - ）[251]
- 東洋水産『麺づくり』（2015年10月 - 2023年10月）
- 森永製菓
  - おっとっと（2017年・2022年） - 「TAKATSU-KING」名義[1][252][注 40]
  - 小麦胚芽のクラッカー（2018年4月）- 横山裕と共演[253]
- JRA日本中央競馬会「第59回 宝塚記念」（2018年6月） - 横山裕・錦戸亮と共演[254]
- 理研ビタミン『リケンのノンオイル』（2019年3月 - 2023年3月）[255]
- ビットバンク『bitbank』（2025年4月）[256]

### インターネット配信
- Johnny's Village（2020年 - 2022年、Johnny's net オンライン） - 村長
  - Johnny's Village（2020年12月4日）[257]
  - Johnny's Village #2（2021年3月6日）[258]
  - Johnny's Village #3（2021年6月25日）[259]
  - Johnny's Village #4（2021年10月1日）[260]
  - Johnny's Village #5（2022年3月12日）[261]
  - Johnny's Village シナプス（2022年6月19日）[262]
  - Johnny's Village #6（2022年11月29日）[263]
- 関ジャニ∞村上信五さんと万博を知り 2025万博を考えようTALK EVENT（2022年5月5日、JCD Event Platform）[264][注 41]
- 村上学縁（2024年5月9日 - 、FAMILY CLUB online）[265]
- 村上信五誕生祭 〜おかげさまで後厄終えました。〜（2025年1月26日、FAMILY CLUB online）[266]
- AIシンゴCHANNEL（2025年5月30日 - 、YouTube）[51]

### イベント
- 2025年大阪・関西万博 開幕1000日前イベント「1000 Days to Go!」（2022年7月18日、東京ソラマチ） - 司会[267]
- 大阪城夢祭（大阪城公園）
  - オープニングセレモニー（2022年10月15日）[268]
  - 大名行列パレード（2022年10月23日） - 大阪城主[269][270]
  - 大阪城の謎に迫る歴史トークショー（2022年10月23日）[271]
- 午前0時の森 音楽会（2023年3月27日、東京オペラシティ）[272]

### 企業キャラクター・参加プロジェクト
- ノウタス（2023年4月 - ） - 取締役、アライアンス戦略管掌SVP[10][11][12][注 42]。
  - パープルM（2023年4月 - ）[注 43]
  - ノウタス高槻農園（2024年6月 - ） - 取締役[273][12]
- ケーキのWA（2024年6月 - 、チャリティーサンタ） - プロジェクトリーダー[46]
- 日本の観光ショーケース（2024年11月 - 、大阪観光局） - 編集長[47]
- 厳島水中花火大会（2025年4月 - 、広島県） - 公式アンバサダー[48]
- NEDO Challenge, Satellite Data -農林水産業を衛星データでアップデート!-（2025年5月 - 、新エネルギー・産業技術総合開発機構） - アンバサダー[274]
- 落とし物クラウドfind（2025年7月15日 - 8月14日、find）[注 44][275]

## 受賞歴
- 2004年度
  - 第8回 日刊スポーツ・ドラマグランプリ 2004年7月期 新人賞 第1位（『はぐれ刑事純情派』）[27]
- 2009年度
  - 第13回 日刊スポーツ・ドラマグランプリ 2009年10月期 助演男優賞 第2位（『マイガール』）[276]

## ディスコグラフィ

### デジタルシングル
| 配信日            | タイトル                                    | 最高位            | 最高位            | 収録アルバム      |
| 配信日            | タイトル                                    | オリコン DS       | Billboard DL      | 収録アルバム      |
| Third Party Label | Third Party Label                           | Third Party Label | Third Party Label | Third Party Label |
| ----------------- | ------------------------------------------- | ----------------- | ----------------- | ----------------- |
| 2025年7月30日     | 「生まれてくれてありがとう」from ケーキのWA | －                | －                |                   |

### 参加作品
- 音源化されている楽曲のみ記述。
- SUPER EIGHT（関ジャニ∞）への参加は割愛。

| 発売日       | 曲名         | アーティスト | 収録作品 | 備考      |
| ------------ | ------------ | ------------ | -------- | --------- |
| 2009年1月7日 | Home Party!! | 滝沢秀明     | 愛・革命 | [ 注 46 ] |

## ライブ
※グループ活動以外のライブやイベントのみ記述。

### ワンマンライブ
| 日程                          | ライブタイトル                        | 開催日 | 開催日 | 回数 | 会場                 |
| ----------------------------- | ------------------------------------- | ------ | ------ | ---- | -------------------- |
| 全6公演 2006年12月21日 - 24日 | 2006 Winter Special 村上信五 ソロLIVE | 12月   | 21日   | 2    | 大阪松竹座（大阪府） |
| 全6公演 2006年12月21日 - 24日 | 2006 Winter Special 村上信五 ソロLIVE | 12月   | 23日   | 2    | 大阪松竹座（大阪府） |
| 全6公演 2006年12月21日 - 24日 | 2006 Winter Special 村上信五 ソロLIVE | 12月   | 24日   | 2    | 大阪松竹座（大阪府） |

### ライブイベント
| 日程         | イベントタイトル       | 会場                     | 備考      |
| ------------ | ---------------------- | ------------------------ | --------- |
| 2025年2月2日 | テイチクよ今夜も有難う | Spotify O-EAST（東京都） | [ 注 47 ] |

## 楽曲制作
- 特記が無い限りSUPER EIGHT（関ジャニ∞）の作品・メンバー。
- 「capitão」は村上の別名義[2]。
- 「初収録作品」にて、特定形態のみの収録等の詳細については個々のページを参照。

### CD収録曲（楽曲制作）
| 曲名                     | 担当       | アーティスト     | 初収録作品                         | 作品コード | 備考      |
| ------------------------ | ---------- | ---------------- | ---------------------------------- | ---------- | --------- |
| ∞レンジャー              | 作詞       | 関ジャニ∞        | ER                                 | 128-7152-4 | [ 注 48 ] |
| ∞SAKAおばちゃんROCK      | 作詞       | 関ジャニ∞        | ∞SAKAおばちゃんROCK/大阪ロマネスク | 132-2489-1 | [ 注 49 ] |
| Forward                  | 作詞       | 村上信五         | KJ2 ズッコケ大脱走                 | 141-2120-4 | [ 注 50 ] |
| ∞o'clock 08              | 作詞       | 関ジャニ∞        | 無責任ヒーロー                     | 126-6072-8 | [ 注 51 ] |
| fuka-fuka Love the Earth | 作詞       | 関ジャニ∞        | 無責任ヒーロー                     | 151-1016-8 | [ 注 52 ] |
| One's shadow             | 作詞       | 村上信五         | PUZZLE                             | 159-0605-1 | [ 注 50 ] |
| 夜な夜な☆ヨーNIGHT       | 作詞       | 村上・安田・大倉 | FIGHT                              | 181-4604-0 | [ 注 53 ] |
| All is well              | 作詞       | 関ジャニ∞        | JUKE BOX                           | 708-6015-7 | [ 注 51 ] |
| バリンタン               | 作詞       | 関ジャニ∞        | 関ジャニ∞の元気が出るCD!!          | 713-6559-1 |           |
| 元気が出るSONG           | 作詞・作曲 | 関ジャニ∞        | 関ジャニ∞の元気が出るCD!!          | 713-6625-3 | [ 注 54 ] |
| Answer                   | 作詞       | 横山・渋谷・村上 | ジャム                             | 229-0793-9 | [ 注 55 ] |
| Re:LIVE                  | 作詞       | 関ジャニ∞        | Re:LIVE                            | 256-2415-6 | [ 注 56 ] |
| クリームシチュー         | 作詞・作曲 | 関ジャニ∞        | ひとりにしないよ                   | 263-0626-3 | [ 注 54 ] |
| フリーシーズン           | 作詞       | 村上信五 with TK | 8BEAT                              | 268-1782-9 | [ 注 57 ] |

### CD未収録曲（楽曲制作）
※初収録された映像作品を記述。
| 曲名                     | 担当 | アーティスト     | 初収録作品         | 作品コード | 備考      |
| ------------------------ | ---- | ---------------- | ------------------ | ---------- | --------- |
| ∞o'clock                 | 作詞 | 関ジャニ∞        | Spirits!!          | 126-6072-8 | [ 注 51 ] |
| Who's foods?             | 作詞 | 村上・丸山・安田 | 未収録             | 137-0147-9 | [ 注 58 ] |
| YOU CAN SEE              | 作詞 | 村上・丸山       | PUZZLE（特典DVD）  | 158-1298-7 | [ 注 59 ] |
| 人生どん詰まり           | 作詞 | 村上信五         | 未収録             | 167-8019-1 |           |
| もしもギターが弾けたなら | 作詞 | 村上信五         | 未収録             | 167-8025-6 |           |
| ∞o'clock 19              | 作詞 | 関ジャニ∞        | 十五祭             | 126-6072-8 | [ 注 51 ] |
| SUPER ∞o'clock           | 作詞 | SUPER EIGHT      | 超DOME TOUR 二十祭 | 126-6072-8 | [ 注 51 ] |

## ソロ・ユニット曲

### CD収録曲（ソロ・ユニット曲）
- 表記は発売および収録順。
- 「初収録作品」にて、特定形態のみの収録等の詳細については個々のページを参照。

| タイトル        | クレジット                                                          | 初収録作品                | 作品コード | 備考      |
| --------------- | ------------------------------------------------------------------- | ------------------------- | ---------- | --------- |
| Forward         | 作詞：capitão 作曲：コモリタミノル 編曲：ha-j                       | KJ2 ズッコケ大脱走        | 141-2120-4 |           |
| One's shadow    | 作詞：capitão 作曲：樽木栄一郎 編曲：石塚知生                       | PUZZLE                    | 159-0605-1 |           |
| Dear…           | 作詞：nojo 作曲：nojo、工藤勝洋 編曲：釣俊輔 コーラスアレンジ：nojo | 8UPPERS                   | 500-5979-3 |           |
| 『愛 Love You』 | 作詞・作曲・編曲：Peach                                             | 関ジャニズム              | 205-5671-3 | [ 注 60 ] |
| LOVE & KING     | 作詞・作曲・編曲：Peach                                             | 関ジャニ∞の元気が出るCD!! | 214-6954-7 | [ 注 61 ] |
| 王様クリニック  | 作詞・作曲・編曲：久保田利伸 プロデュース：久保田利伸、柿崎洋一郎   | パノラマ                  | 715-8848-5 | [ 注 62 ] |
| フリーシーズン  | 作詞：村上信五、Peach 作曲・編曲：Peach                             | 8BEAT                     | 268-1782-9 | [ 注 63 ] |

| タイトル             | クレジット                                                                   | メンバー         | 初収録作品                | 作品コード | 備考      |
| -------------------- | ---------------------------------------------------------------------------- | ---------------- | ------------------------- | ---------- | --------- |
| 太陽の子供           | 作詞：MASA 作曲：馬飼野康二 編曲：長岡成貢                                   | 横山・丸山・大倉 | KJ1 F・T・O               | 130-3709-9 |           |
| それでイイんじゃない | 作詞・作曲：成海カズト 編曲：石塚知生                                        | 錦戸・大倉       | KJ1 F・T・O               | 130-3729-3 |           |
| はにかみオブリガード | 作詞：TAKESHI 作曲：南田健吾 編曲：高橋浩一郎                                | 横山             | マイホーム                | 174-6370-0 |           |
| 夜な夜な☆ヨーNIGHT   | 作詞：村上信五、安田章大、大倉忠義 作曲：安田章大 編曲：久米康隆             | 安田・大倉       | FIGHT                     | 181-4604-0 |           |
| ビースト!!           | 作詞：錦戸亮 作曲：朱鷺羽ソウ 編曲：高橋浩一郎                               | 丸山・錦戸       | JUKE BOX                  | 708-5542-1 |           |
| 渇いた花             | 作詞・作曲：コダマックス 編曲：大西省吾、佐藤真吾                            | 渋谷             | 関ジャニ∞の元気が出るCD!! | 158-7446-0 | [ 注 64 ] |
| Answer               | 作詞：横山裕、渋谷すばる、村上信五 作曲：渋谷すばる 編曲：渋谷すばる、平出悟 | 横山・渋谷       | ジャム                    | 229-0793-9 |           |

### CD未収録曲（ソロ・ユニット曲）
- 表記は50音順。
- JASRAC公式サイトの「作品データベース検索サービス」の検索結果をもとに記述。

| タイトル                  | クレジット                     | 初収録作品                                   | 作品コード | 備考      |
| ------------------------- | ------------------------------ | -------------------------------------------- | ---------- | --------- |
| おっとおったーおってすと  |                                | 未収録                                       |            | [ 注 65 ] |
| OTTOTTO                   | 作詞・作曲・編曲：Peach        | 未収録                                       | 228-2161-9 | [ 注 62 ] |
| 人生どん詰まり            | 作詞：村上信五 作曲：古川貴浩  | 未収録                                       | 167-8019-1 |           |
| だれかおるやろ feat. CHAI | 作詞・作曲：MANA、KANA         | 未収録                                       | 284-9813-5 | [ 注 62 ] |
| Babun                     | 作詞・作曲：斉田和典           | COUNTDOWN LIVE 2009-2010 in 京セラドーム大阪 | 163-2581-8 | [ 注 66 ] |
| もしもギターが弾けたなら  | 作詞：村上信五 作曲：HALIFANIE | 未収録                                       | 167-8025-6 |           |

| タイトル       | クレジット                                                  | メンバー   | 初収録作品                | 作品コード | 備考      |
| -------------- | ----------------------------------------------------------- | ---------- | ------------------------- | ---------- | --------- |
| Who's foods?   | 作詞：村上信五、丸山隆平、安田章大 作曲：川端良征           | 丸山・安田 | 未収録                    | 137-0147-9 |           |
| ホシイモノハ。 | 作詞：丸山隆平 作曲：M.com 編曲：龍山一平、大川カズト       | 横山・丸山 | 無責任ヒーロー（特典DVD） | 151-0951-8 | [ 注 67 ] |
| YOU CAN SEE    | 作詞：村上信五、丸山隆平、佐伯youthK 作曲・編曲：佐伯youthK | 丸山       | PUZZLE（特典DVD）         | 158-1298-7 |           |

## TAKATSU-KING
TAKATSU-KING（タカツキング）は、村上が扮する謎のラッパー。命名はマツコ・デラックス。

### 概要（TAKATSU-KING）
2014年に開催された10周年記念ライブ『十祭』にて、関ジャニ∞として嵐の「A・RA・SHI」を披露。その際に、櫻井翔のラップパートを村上が担当した事を皮切りに、同年に発売された関ジャニ∞のアルバム『関ジャニズム』にて、自身のソロ曲「『愛 Love You』」が「村上信五 A.K.A KING」名義で収録され、以降、定期的に関ジャニ∞の作品に楽曲が収録されている。
名称の由来としては、村上がMCを務める日本テレビ系『月曜から夜ふかし』の2014年11月17日放送回にて、「村上に光を当てようとしたのに当たらなかった件」を取り上げた際に、前述のソロ曲「『愛 Love You』」のミュージック・ビデオを使用した、アルバム『関ジャニズム』のショートバージョンのCMが制作されていたがお蔵入りになった事を明かし、同映像を放映。翌週も再び同映像を紹介し、同曲の名義が「村上信五 A.K.A KING」である事から、村上と共に同番組でMCを務めるタレントのマツコ・デラックスが、村上の出身地である大阪府・高槻市（たかつきし）と、王（King：キング）を組み合わせ、「高槻の王」と言う意味の「TAKATSU-KING」と名付けた。
当初は「KING」の名称を用いているものの、収録作品によって名義が異なっていたが、2016年に発売された関ジャニ∞のシングル『パノラマ』に収録の「王様クリニック」からは全て「TAKATSU-KING」に統一された。
前述の楽曲「王様クリニック」は、シンガーソングライターの久保田利伸が楽曲提供及びプロデュースをしており、自身初の著名アーティストからの楽曲提供である。この縁から楽曲を提供した久保田は、TAKATSU-KINGが誕生した『月曜から夜ふかし』にもゲスト出演した。また、関ジャニ∞の冠番組であるテレビ朝日系『関ジャム 完全燃SHOW』にゲスト出演した際には、セッションコーナーにて同曲をTAKATSU-KINGとして久保田と関ジャニ∞の他メンバーとセッションを行い、TAKATSU-KINGとして音楽番組初出演を果たした。
2017年には、森永製菓『おっとっと大使』に就任し、楽曲「OTTOTTO」が森永製菓『おっとっと』のコラボレーションソングに起用された。TAKATSU-KINGとして初のタイアップとなった。また、2022年には『おっとっと』のウェブCMに約5年振りに再出演を果たし、新曲「おっとおったーおってすと」がCMソングとして起用された。

### 名義の変遷（TAKATSU-KING）
- 村上信五 A.K.A KING（2014年）
- KING（2015年）
  - 「KING feat.関ジャニ∞」名義で収録。
- TAKATSU-KING（2016年以降）

### 参加楽曲（TAKATSU-KING）
| 曲名            | 名義                | 初収録作品                | 発売日         | 備考 |
| --------------- | ------------------- | ------------------------- | -------------- | ---- |
| 『愛 Love You』 | 村上信五 A.K.A KING | 関ジャニズム              | 2014年11月5日  |      |
| LOVE & KING     | KING feat.関ジャニ∞ | 関ジャニ∞の元気が出るCD!! | 2015年11月11日 |      |
| 王様クリニック  | TAKATSU-KING        | パノラマ                  | 2016年10月12日 |      |
| フリーシーズン  | 村上信五 with TK    | 8BEAT                     | 2021年11月17日 |      |
| 軌跡とキセキ    | 関ジャニ∞           | アンスロポス              | 2024年1月24日  |      |

| 曲名                      | 名義                     | クレジット              | 収録作品 | 作品コード | 備考 |
| ------------------------- | ------------------------ | ----------------------- | -------- | ---------- | ---- |
| OTTOTTO                   | TAKATSU-KING             | 作詞・作曲・編曲：Peach | 未収録   | 228-2161-9 |      |
| おっとおったーおってすと  | TAKATSU-KING&TAKATSU-KID |                         | 未収録   |            |      |
| だれかおるやろ feat. CHAI | TAKATSU-KING             | 作詞・作曲：MANA、KANA  | 未収録   | 284-9813-5 |      |

| 曲名            | 収録作品     | 監督     | 備考 |
| --------------- | ------------ | -------- | ---- |
| 『愛 Love You』 | 関ジャニズム | 田辺秀信 |      |
| フリーシーズン  | 8BEAT        | 渋江修平 |      |

| 曲名                                      | ライブタイトル                                 | 備考      |
| ----------------------------------------- | ---------------------------------------------- | --------- |
| A・RA・SHI                                | 十祭                                           | [ 注 70 ] |
| 『愛 Love You』                           | 関ジャニズム LIVE TOUR 2014≫2015               |           |
| 感謝カンゲキ雨嵐                          | 関ジャニ∞リサイタル お前のハートをつかんだる!! | [ 注 70 ] |
| LOVE & KING                               | 関ジャニ∞の元気が出るLIVE!!                    |           |
| LOVE & KING                               | KANJANI'S EIGHTERTAINMENT GR8EST               |           |
| LOVE & KING                               | KANJANI'S EIGHTERTAINMENT GR8EST in Taipei     |           |
| 台風ジェネレーション -Typhoon Generation- | 関ジャニ∞リサイタル 真夏の俺らは罪なヤツ       | [ 注 70 ] |
| 王様クリニック                            | 関ジャニ'sエイターテインメント                 |           |
| フリーシーズン                            | KANJANI'S Re:LIVE 8BEAT                        | [ 注 71 ] |

### 番組出演（TAKATSU-KING）
- 関ジャム 完全燃SHOW（2016年11月27日、テレビ朝日）[294]
- 村上信五のだれおる!（2023年4月19日、Lemino）
- ザ少年倶楽部プレミアム（2023年5月19日、NHK BSプレミアム）[299]

### 企業キャラクター（TAKATSU-KING）
- おっとっと大使（2017年、森永製菓）[295]

### CM（TAKATSU-KING）
- 森永製菓
  - おっとっと（2017年・2022年）[1][252][注 40]
    - 「緊急記者会見!!」篇（2017年5月）
    - 「日本全国動物大図鑑」篇（2022年10月）

### タイアップ（TAKATSU-KING）
- 「OTTOTTO」 - 森永製菓『おっとっと』コラボレーションソング[295]
- 「おっとおったーおってすと」 - 森永製菓『おっとっと』「日本全国動物大図鑑」篇CMソング[297][注 65]
- 「だれかおるやろ feat. CHAI」 - Lemino『村上信五のだれおる!』テーマソング[298]

## 書籍

### 雑誌連載
- 「ヨコ×ヒナのバトルトークパーク2」『WiNK UP』

### 著書
- 半分論（2025年4月14日、幻冬舎、ISBN 978-4-3440-4418-0, 978-4-3449-9199-6）[49]